# Мирослав Тањга
Мирослав Тањга (Винковци, 22. јул 1964) бивши је српски фудбалер и фудбалски тренер. Тренутно је тренер Војводине.

## Каријера
Фудбалску каријеру је започео у Винковцима, где је играо за тамошњи Динамо. Затим је отишао у Нови Сад и са екипом Војводине 1989. године сензационално постао првак Југославије. Године 1991. са Црвеном звездом је играо у финалу Суперкупа Европе када је Манчестер јунајтед победио минималним резултатом, а друга утакмица није одиграна због тадашње политичке ситуације у Југославији. Након тога је био део екипе Црвене звезде која је освојила титулу првака света у Токију победом против чилеанског представника Коло Коло.
Кратко се задржао у турском Фенербахчеу током 1992. године. Потом се преселио у Немачку. Од 1993. до 1999. Тањга је прво играо за Херту из Берлина и потом за Мајнц 05 у немачкој Другој лиги. Повукао се 1999. године, иако је имао потписан уговор с Мајнцом до 2001.
Његов кум је познати фудбалер Синиша Михајловић, а био му је помоћник тренера у италијанској Болоњи.

## Приватно
У браку је са Радмилом, имају троје деце, две кћерке и сина Синишу.

## Успеси
- Првенство Југославије

Војводина: 1988/89.
Црвена звезда: 1991/92.
- Интерконтинентални куп

Црвена звезда: 1991.